# Goðdælir
Goðdælir (del nórdico antiguo: Clan del valle de los dioses) fue un clan familiar de Islandia cuyo origen se remonta a la Era vikinga y la figura histórica del colono Eiríkur Hróaldsson. Dominaron la región de Skagafjarðarsýsla. El clan aparece en varias sagas nórdicas, destacando la saga de Njál, y la saga Sturlunga. Mantuvieron vínculos muy estrechos con otro clan de la isla, los Mosfellingar. El clan dio nombre a la población islandesa de Goðdalir en Vesturdal.